# Oh Beom-seok
Oh Beom-seok, född 29 juli 1984 i Pohang i Sydkorea, är en sydkoreansk fotbollsspelare som spelar för Gangwon. Han har tidigare representerat Sydkoreas landslag.